# Síndrome de Papillon-Lefèvre
El síndrome de Papillon-Lefèvre es una enfermedad hereditaria extremadamente rara caracterizada por hiperqueratosis de las palmas de las manos y las plantas de los pies, acompañada de enfermedad periodontal (término general para enfermedades de las encías) precoz, hiperhidrosis y caries dental. Estos síntomas se desarrollan en edades tempranas del afectado, comenzado ya durante la lactancia.
Fue descrita por primera vez en 1924 por M.M. Papillon y Paul Lefèvre, dermatólogos franceses.

## Epidemiología
Su incidencia se estima en 1-3 casos por millón de habitantes (0,25 por cada 100.000 nacimientos). Aparece con igual frecuencia en hombres que en mujeres,  asociándose a consanguinidad en la tercera parte de los casos. Las lesiones empeoran durante el invierno, pudiendo hasta incluso desaparecer en verano. 

## Etiología

Herencia autosómica recesiva.

Aunque se desconoce la causa exacta del síndrome de Papillon-Lefèvre, se ha demostrado que en los pacientes que lo sufren, la quimiotaxis de los neutrófilos y su migración espontánea se encuentran deprimidas. Esto se debe a que las Catepsinas C de los afectados no poseen actividad. Estas enzimas son fundamentales para activar las proteasas de los glóbulos blancos, fundamentalme de neutrófilos. Al existir una alteración en la actividad de estas células defensivas, se produce un desequilibrio de la población bacteriana bucal y una disminución de la respuesta inmune hacia las bacterias de la especie Staphylococcus aureus y al hongo de la especie Candida albicans, microorganismos relacionados con infecciones dermatológicas u orales. Las principales bacterias responsables de la caries son Streptococcus mutans y Lactobacilli. También pueden encontrarse Lactobacillus acidophilus, Actinomyces viscosus, Streptococcus mutans, entre otras.
El síndrome de Papillon-Lefèvre se hereda como un rasgo genético autosómico recesivo. Se ha asociado este síndrome con mutaciones en el brazo largo del cromosoma 11 (11q) y en los cromosomas 12 y 17 que producen la citoqueratina. Los homocigotos carecen de actividad de la Catepsina C, mientras que los portadores heterocigotos presentan una disminución de esta, pero sin desarrollar síntoma alguno.

## Cuadro clínico
Las manifestaciones clínicas suelen comenzar alrededor de los tres meses de edad. Se distinguen dos formas clínicas según cuál sea el síntoma inicial, si bien con mucha frecuencia aparecen formas solapadas: 
1. Forma que debuta con hiperqueratosis palmo-plantar: se caracteriza por prurito (picor), enrojecimiento, descamación, grietas y formación de fisuras profundas y dolorosas. Se localiza principalmente en las plantas aunque puede aparecer también en rodillas, codos, muñecas, tendón de Aquiles, tobillos, párpados, mejillas, comisura labial y espalda.
2. Forma que comienza con periodontitis (destrucción de causa desconocida de la región que rodea a un diente): se caracteriza por infecciones bucales de repetición y abscesos dentales con fuerte halitosis, úlceras, eritema y sangrado de las encías, con supuración y pérdida prematura de los dientes: los dientes primarios o “dientes de leche” se caen entre los 3 y 4 años y los dientes permanentes entre 12 y 14 años.

Las dos formas del síndrome de Papillon-Lefèvre se asocian con infecciones recurrentes de la piel y de los órganos internos, que son más graves en la infancia disminuyendo de severidad con la edad. Además, puede acompañarse de hiperhidrosis, hiperpigmentación de las zonas afectadas, calcificaciones en la duramadre y otras zonas cerebrales, aracnodactilia (manos y pies anormalmente estrechos con dedos largos), retraso de la edad ósea, osteoporosis (desmineralización esquelética generalizada) y retraso mental.

## Diagnóstico
El diagnóstico es fundamentalmente clínico. Además se pueden realizar radiografías de la boca que permiten visualizar una importante pérdida ósea de la mandíbula con formación de bolsas en posición vertical. En un estudio histopatológico realizado mediante biopsias de los tejidos afectados se pueden encontrar los siguientes hallazgos:
- en la biopsia de encías se observa inflamación crónica del tejido gingival con infiltración de células gigantes, destrucción de las capas epiteliales y degeneración de las fibras periodontales;

- en la biopsia de dientes libres de caries, se puede observar agregación linfocitaria en pulpa y ausencia de destrucción de odontoblastos, con reabsorción del cemento principalmente en la parte media y apical de la raíz;

- la biopsia de piel demuestra paraqueratosis, acantosis e infiltrado inflamatorio liquenoide.

## Tratamiento
Los cuidados y la higiene bucodental mejoran las condiciones, también se ha propuesto el uso de antibióticos y extracción de la dentición primaria y de la permanente seriamente dañada. Los implantes dentales ayudan a mejorar la calidad de vida. 
El tratamiento con emolientes y otros agentes queratolíticos usados de forma tópica disminuyen la formación de fisuras en la piel al reducir el grosor de la queratina, ayudando así a mejorar temporalmente los síntomas cutáneos. Los retinoides tienen un efecto beneficioso en las lesiones cutáneas, pero no en las periodontales y no se han observado complicaciones severas o efectos colaterales con su uso continuo.
Una nueva alternativa para el tratamiento convencional de la enfermedad es el propuesto por los doctores Ahmad Al Zuhaili y Jean-François Tulasne (desarrollador de la técnica parcial injerto óseo utilizado). Su innovadora cirugía implica el trasplante de hueso extraído de la superficie externa cortical del hueso parietal hacia la boca del paciente, ofreciendo al paciente la oportunidad de llevar una vida normal.